# 상루
상루(尙婁, ?~294년)는 고구려 서천왕, 봉상왕 때의 국상(國相)이며, 전대 국상을 지낸 음우(陰友)의 아들이다.

## 생애
271년(서천왕 2) 국상이었던 아버지 음우가 죽자, 그의 뒤를 이어 국상에 임명되었다.
서천왕(西川王)이 죽은 후 봉상왕(烽上王)때에도 재직하다가 294년(봉상왕 3)에 사망하였다.
죽은 후 창조리(倉租利)가 국상의 자리를 이었다.
아버지와 아들이 연속으로 국상이 된 것을 보아, 세력가로 추정하는 견해도 있다.

## 같이 보기
- 삼국 시대
- 고구려